# Borstgökstekel
Borstgökstekel (Evagetes gibbulus) är en stekelart som först beskrevs av Amédée Louis Michel Lepeletier 1845.  Borstgökstekel ingår i släktet Evagetes, och familjen vägsteklar. Enligt den finländska rödlistan är arten nationellt utdöd i Finland. Enligt den svenska rödlistan är arten akut hotad i Sverige. Arten förekommer på Gotland. Arten har tidigare förekommit i Götaland men är numera lokalt utdöd. Artens livsmiljö är åsmoskogar.